# Aitor
Aitor est un prénom masculin basque.
Du basque qui signifie « aveu, confession » et fêté le 22 mai.
Ce prénom a été inventé par l'écrivain souletin Augustin Chaho comme nom du patriarche ancestral de tous les Basques, inspiré de Tubal dans la Bible.
Aitor peut également faire référence aux ancêtres, comme dans la chanson "Aitorren Hizkuntz Zaharra" (vieille langue de nos ancêtres). La racine du mot étant la même que "aita" (père).

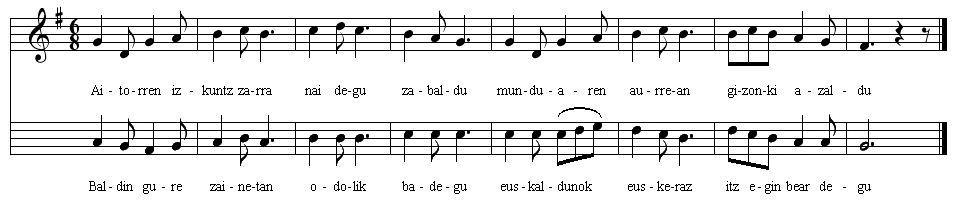
Musique d'un bertso Aitorren Izkuntz Zarra ("vieille langue de nos aïeux").

## Prénom
- Pour l'ensemble des articles sur les personnes portant ce prénom, consulter :
  - la liste des articles dont le titre commence par ce prénom
  - les listes produites par Wikidata : Liste des personnes de prénom « Aitor » — même liste en incluant les éventuels prénoms composés qui contiennent « Aitor ».